# Antonio Kuk
Antonio Kuk (Augusta, 1º giugno 1944 – Gorizia, 10 febbraio 2022) è stato un calciatore e saggista italiano, di ruolo difensore. Era soprannominato Nini.

## Carriera

### Calciatore
Kuk inizia la carriera nelle giovanili Megara Augusta del Romana Monfalcone, passa nel 1964 al Monfalcone con cui esordisce nella Serie C 1964-1965. Nella stagione 1966-1967 passa alla Triestina, sempre in Serie C.
Nella primavera del 1967 si trasferisce in Nordamerica per giocare con i canadesi del Toronto Falcons nella NPSL 1967, con cui ottiene il quarto posto nella Western Division. 
Ritorna poi alla Triestina, con cui giocherà in terza serie sino al 1972, ad esclusione un breve prestito al Milan nel maggio 1970, prima di passare al Belluno, sempre in Serie C, nel 1972-1973.
Chiuderà la carriera al Monfalcone, militante nella Serie D 1975-1976.

### Saggista
Kuk ha scritto vari manuali dedicati al gioco del calcio, tradotti anche in castigliano.

## Opere
- Lezioni di calcio: la difesa e il portiere (De Vecchi, 1998), in collaborazione con Aldo Preda
- Guida al gioco del calcio (De Vecchi, 1999), in collaborazione con M. Ferrari e Andrea Benigni
- Lezioni di calcio - Il gioco d'attacco (De Vecchi, 1999), in collaborazione con Aldo Preda
- Lezioni di calcio: dribbling, passaggio, tiro (De Vecchi, 2009), in collaborazione con Andrea Benigni
- Lezioni di calcio: il controllo del pallone (De Vecchi), in collaborazione con Andrea Benigni